# Fotonastia
Se denomina fotonastia a la respuesta temporal de una planta ante un estímulo lumínico; al desaparecer dicho estímulo lumínico, la planta regresa a su estado anterior. Las fotonastias pueden ocurrir en segundos o minutos, a diferencia de los tropismos, que son lentos. Muchas flores se abren con la iluminación creciente del amanecer y se cierran con la disminución de la intensidad de luz al atardecer.
En general las nastias son los movimientos pasajeros de ciertos órganos de la planta al reaccionar ante la presencia de un agente externo.

## Mecanismo bioquímico
Las fotofobias se basan en el uso de receptores específicos denominados fototropinas. Las fototropinas son proteínas (fotorreceptoras) con cromóforos de naturaleza flavina. Tras la percepción y superar el umbral de fotosensibilidad, las fototropinas desencadenan una cascada de transducción de energía que permite el traslado de otra clase de proteínas, las llamadas PIN, de la zona basal de la membrana celular a la cara lateral de la misma.
En el caso de la fotonastia, existen dos grupos diferentes de plantas que reaccionan ante estímulos lumínicos. Unas reaccionan durante el amanecer o en pleno día, y otras únicamente reaccionan con la caída de la tarde o la entrada de la noche. Por ejemplo si las células de la cara externa de una flor de Hibiscus reciben más auxinas al percibir las fototropinas, la disminución de la intensidad luminosa del atardecer, las células crecerán más deprisa que las células de la cara interna del sépalo, el cual se curvará hacia dentro. El resultado es que la corola de Hibiscus se cerrará durante la noche.
Aquellas plantas cuyo ciclo vital depende de la fotonastia tienden a alterar su reloj biológico al ser ubicadas en un lugar oscuro.
Esto se debe a que las plantas tienen su ciclo regulado de acuerdo a la cantidad de horas luz que reciben. Al dejar de recibir estas horas de luz, cambian la frecuencia con la que abren y cierran sus pétalos.